# آوکروگ
آوکروگ (به آلمانی: Aukrug) یک شهر در آلمان است که در Mittelholstein واقع شده‌است. آوکروگ ۳٬۷۶۶ نفر جمعیت دارد.